# Albiano d’Ivrea
Albiano d’Ivrea – miejscowość i gmina we Włoszech, w regionie Piemont, w prowincji Turyn.
Według danych na rok 2004 gminę zamieszkiwało 1696 osób, 154,2 os./km².